# مطار أردو غيرسون
مطار أردو غيرسون (بالتركية: Ordu-Giresun Havalimanı)‏(إياتا: OGU، إيكاو: LTCB) هو مطار يقع على جزيرة اصطناعية قبالة ساحل Gülyalı، في مقاطعة أردو في محافظة غيرسون، تركيا. يقع على بعد 19 كم (12 ميل) من أردو و25 كم (16 ميل) من مدينة غيرسون. وهو ثالث مطار جزيرة اصطناعية في العالم.

## شركات الطيران
| شركـات طيـران         | الوجهات |
| --------------------- | --- |
| الأناضول جت           | مطار إيسنبوغا الدولي، مطار صبيحة كوكجن الدولي موسمي: مطار عدنان مندريس                                          |
| خطوط بيغاسوس          | مطار صبيحة كوكجن الدولي                                                                                         |
| صن إكسبريس            | موسمي: مطار دوسلدورف الدولي                                                                                     |
| الخطوط الجوية التركية | مطار إسطنبول الدولي موسمي: مطار دوسلدورف الدولي، مطار فرانكفورت، مطار هامبورغ، مطار ميونخ الدولي، مطار سالزبورغ |